# Estadio Olímpico Benito Juárez
Az Estadio Olímpico Benito Juárez a mexikói Ciudad Juárez legjelentősebb labdarúgó-stadionja, az FC Juárez csapat otthona.

## Története
A stadiont (amely a város első nagyszabású sportlétesítménye volt) Mexikó kormányának támogatásával az állam kormányzata építtette az 1980-as évek elején. Felavatására 1981. május 12-én került sor egy olyan barátságos mérkőzésen, ahol a mexikói válogatott a spanyol Atlético Madridot fogadta. (Az eredmény egyébként gól nélküli döntetlen lett.)
1986-ban az állam a stadiont a Ciudad Juárez-i Autonóm Egyetem kezelésébe adta. Itt játszotta hazai mérkőzéseit az Indios de Ciudad Juárez, később az új klub, az FC Juárez is. Amikor 2019-ben kiderült, hogy az FC Juárez az első osztályban folytatja szereplését, bejelentették, hogy a 22 000 fős lelátót 28 000-esre bővítik.
Nem csak sporteseményeknek, hanem például koncerteknek is otthont ad a stadion. 2009-ben Sarah Brightman koncertjén mintegy 35 000-en zsúfolódtak be az épületbe.

## Leírás
A stadion a Chiahuahua államban található Ciudad Juárez északi részén, az El Chamizal nevű városrészben található, közvetlenül az amerikai határ mellett: az El Pasóval határt alkotó Río Bravo folyó mintegy 100 méterre húzódik a stadiontól.
Egy 38 000 m²-es területen épült fel, benne a labdarúgópálya körül egy atlétikai pálya is található, valamint két edzőtermet is létesítettek. A lelátó 22 000 fő befogadóképességű, az épület mellett pedig egy 1500 járműnek helyet biztosító parkoló terül el.